# 清江路站
清江路站，位于中华人民共和国山东省青岛市市北区哈尔滨路与清江路交叉口地下，是青岛地铁3号线的地铁车站。

## 沿革
- 2009年11月30日，青岛地铁一期工程正式奠基，地铁车站土建开始。
- 2016年12月18日，青岛地铁3号线全线通车，车站正式启用。

## 车站结构

清江路站站厅

地铁3号线经过此站时为东北－西南走向，沿哈尔滨路伸展。
车站为地下二层岛式站台车站，总长196.3 m、宽36.5 m、埋深14.1 m，站厅层宽16.85 m、长78.5 m、面积1 322.73 m²，站台层宽9.45 m、有效长120 m、面积1 134 m²。
车站主体采用明挖法施工，设3个出入口、2组风亭、1个消防出入口，分别位于哈尔滨路南北两侧。

## 出入口
- ：哈尔滨路北侧，清江路东侧
- ：哈尔滨路北侧，清江路东侧
- ：哈尔滨路南侧，清江路东侧
  - 注： 设有

- 清江路站A口
- 清江路站B口
- 清江路站C口

## 车站周边
清江路站位于辽源路街道西部，东临万科蓝山小区。西向约400米为青岛理工大学高职学院，北向约800米为双山，东向约1.2千米为夹岭山，西北向约1.1千米嘉定山。

## 换乘
清江路站除自身轨道交通性质外，还可实现与市内公交车和出租车的近距离换乘：
- 分布于周边的公交车站，包括以下路线的停靠站点：3、12、303、306、318、326、368、365、372、378、605、607、608路等。